# Pedro Álvares Cabral
Pour les articles homonymes, voir Álvares et Cabral.
Cet article possède un paronyme, voir Pedro Alvarez.
Cet article concerne le navigateur. Pour le bateau, voir Pedro Álvares Cabral (drague).
« Pedro Cabral » redirige ici. Pour le photographe, voir Pedro M Cabral.

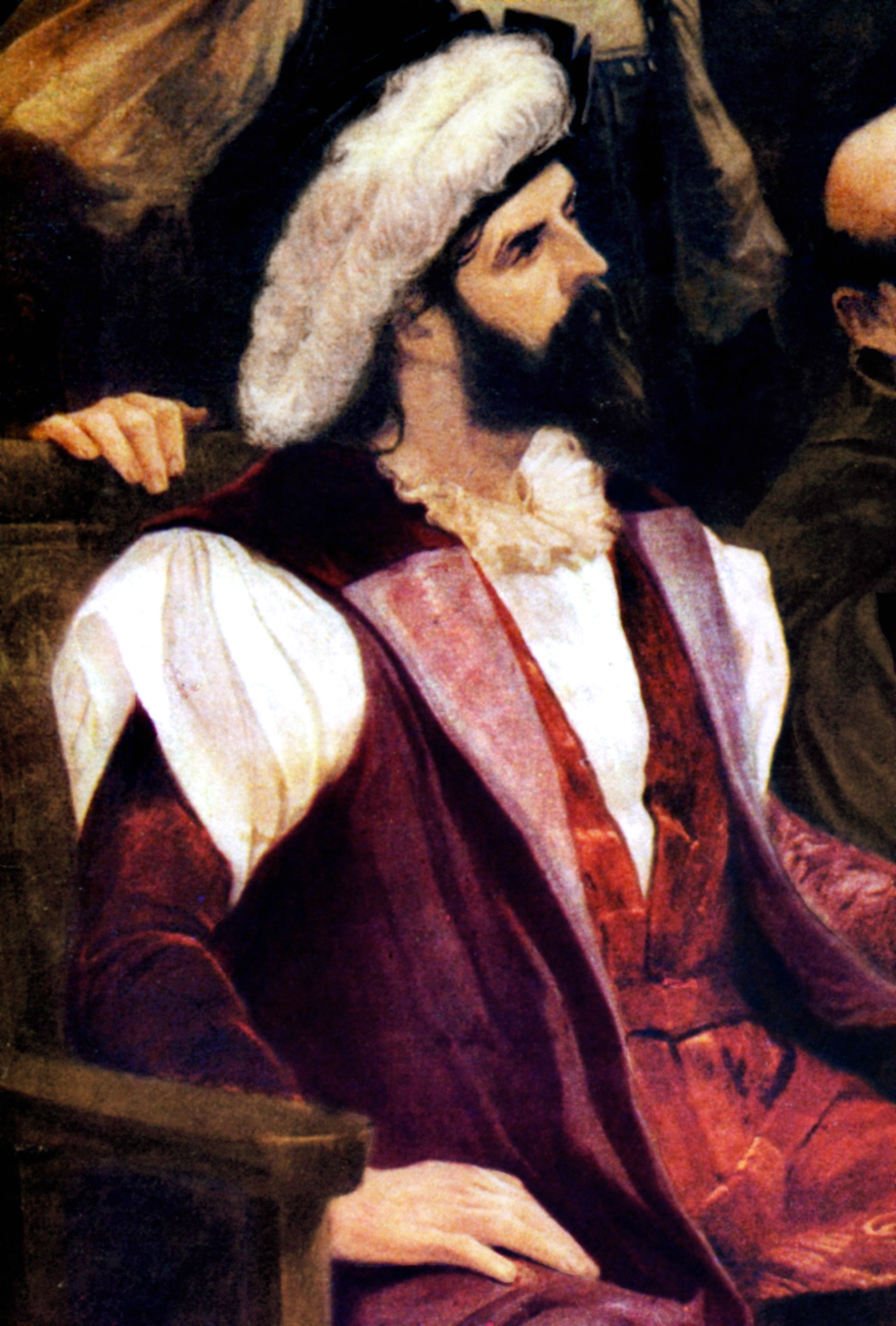
Pedro A. Cabral.

Pedro Álvares Cabral, né  vers 1467 à Belmonte et mort vers 1520 à Santarém, est un navigateur portugais de l'époque des grandes découvertes, considéré comme le découvreur du Brésil, à l'occasion du voyage de la deuxième flotte portugaise envoyée vers les Indes en 1500, à la suite du voyage de Vasco de Gama en 1498. 
Chargé par le roi de Portugal Manuel Ier d'aller aux Indes (l'Asie orientale) afin de prolonger l'œuvre de Vasco de Gama, il accoste par hasard sur la côte de l'Amérique du Sud le 22 avril 1500 et prend possession de ce territoire, dont il estime qu'il se trouve dans la région du monde attribuée au Portugal par le traité de Tordesillas (1494).
Sa carrière et sa vie sont mal connues en dehors de ce voyage. Pedro Cabral était certainement un officier, mais sans doute pas un marin. Les raisons réelles de sa nomination comme amiral de cette flotte ne sont pas connues.

## Pedro Cabral avant le voyage de 1500

### Origines

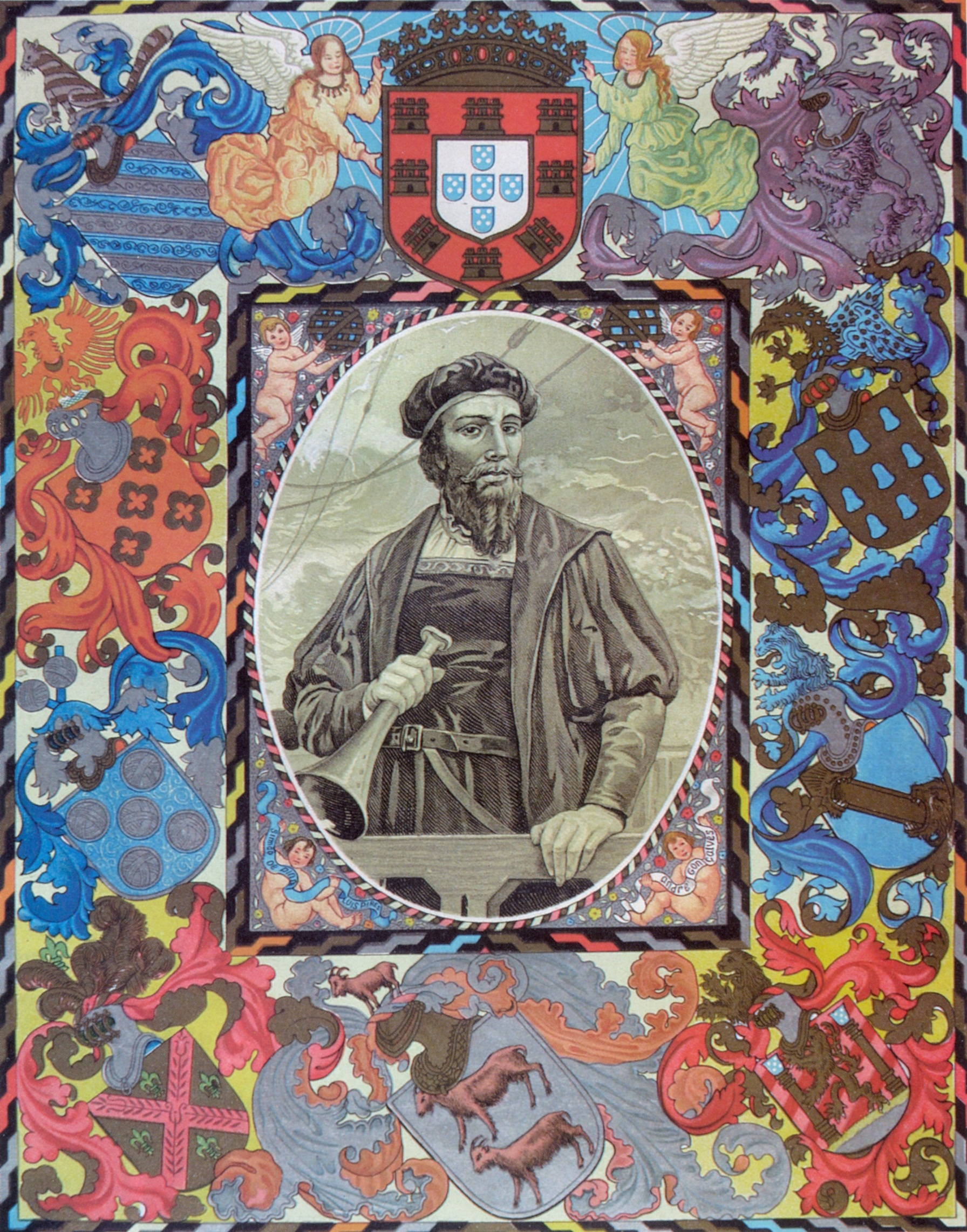
Une miniature – portrait de Cabral avec son blason familial figurant au-dessus.

On sait peu de choses sur la vie de Pedro Álvares Cabral avant le voyage qui aboutit à la découverte du Brésil. 
Il est né en 1467 ou 1468, cette dernière date étant la plus souvent citée,, à Belmonte, dans la province de Beira Baixa, située à environ 100 km au nord-est de Lisbonne et 70 à l'est de Coimbra,,,. 
Il est le fils de Fernão Álvares Cabral et d'Isabel Gouveia, un de leurs onze enfants (cinq garçons et six filles,,). 
Il est baptisé sous le nom de Pedro Álvares de Gouveia et ce n'est que plus tard, sans doute à la mort de son frère aîné en 1503,,, qu'il commence à utiliser le nom de son père,.

### La famille Cabral
La famille a un blason : deux chèvres violettes sur champ d'argent. Le violet (pourpre) représente la fidélité, et les chèvres évoquent le nom de la famille (cabral = « chèvre »). Bien entendu, seul son frère aîné était habilité à user du nom de la famille[pas clair].
Les traditions familiales de l'époque affirment que les Cabrais (pluriel de Cabral) sont les descendants de Karanus, premier roi légendaire de la Macédoine, descendant à la septième génération d'Héraclès[D]. 
Mettant les mythes de côté, l'historien James McClymont pense qu'une autre légende familiale donne des indications intéressantes sur l'origine des Cabral. D'après cette histoire, les Cabraes[pas clair] sont issus su clan castillan des Cabreiras, qui avait le même blason[E]. 
La famille Cabral apparaît au premier plan au cours du XIVe siècle avec Álvaro Gil Cabral, arrière-arrière-grand-père de Pedro, commandant sur la « frontière » (la zone de contact avec les territoires musulmans pendant la Reconquista). Il fait partie des nobles ralliés à Jean d'Aviz et opposés au roi de Castille pendant la crise de succession de 1383-1385. En récompense, Jean d'Aviz devenu roi attribue à Álvaro Gil le fief héréditaire de Belmonte,,.

### Formation et personnalité
Éduqué selon les usages de la petite noblesse,, Cabral est envoyé en 1479 à la cour du roi Alphonse V (1432-1481), vers l'âge de 12 ans. Il a sans doute 17 ou 18 ans lorsqu'en juin 1484, il est nommé moço fidalgo (« noble page », un titre mineur habituellement décerné aux jeunes nobles) par le roi Jean II (1455-1495). 
On ne dispose d'aucun portrait de lui à cette époque. Il est connu pour avoir une forte constitution et pour être aussi grand que son père, 1,90 m,,. 
Son caractère a été décrit comme bien élevé, courtois, prudent, généreux, tolérant avec ses ennemis, humble, mais aussi orgueilleux et trop attaché au respect qu'il pensait que son honneur et sa position commandaient.

### Début de carrière
Les traces de ses emplois avant 1500 sont très fragmentaires. Cabral a pu aller combattre en Afrique du Nord, comme ses ancêtres[pas clair] et beaucoup de jeunes nobles de son temps,,. 
Le roi Manuel Ier (1469-1521), qui accède au trône en 1495, lui accorde une rente annuelle de 30 000 reais (12 avril 1497,). Il reçoit en même temps le titre de fidalgo (« noble ») en conseil du roi et est nommé chevalier de l'ordre du Christ. 

## La découverte du Brésil (1500)

### Contexte: lesgrandes découvertesduXVesiècleet letraité de Tordesillas(1494)
Les Portugais, qui explorent (et exploitent) les côtes d'Afrique depuis les années 1410, d'abord sous la direction de l'infant Henri le Navigateur (1394-1460), découvrent le cap de Bonne-Espérance en 1488 (Bartolomeu Dias).
En 1492, Christophe Colomb, parti au nom des Rois catholiques d'Espagne (Isabelle de Castille et Ferdinand d'Aragon), avec le même objectif, mais à travers l'océan Atlantique, découvre quelques îles des Caraïbes (Hispaniola, Cuba), qu'il identifie à tort comme des territoires inconnus des « Indes ».
La découverte de Colomb pose un problème : à qui appartiennent ces îles ? En vertu du traité d’Alcáçovas (1479), elles devraient revenir au Portugal, puisqu'elles se trouvent au sud de la latitude des îles Canaries, possession de la Castille. Mais le traité d’Alcáçovas n'envisageait pas des terres aussi éloignées en longitude de l'Europe.
Il s'ensuit une négociation et, en 1494, les Rois catholiques et le Portugal signent sous l'égide du pape le traité de Tordesillas, qui établit une nouvelle ligne de partage, en longitude cette fois : un méridien situé à 370 lieues des îles portugaises du Cap-Vert. Les Espagnols sont libres d'agir à l'ouest de ce méridien ; les Portugais à l'est. 
En 1498, une avancée majeure a lieu à l'avantage du Portugal : Vasco de Gama conduit la première escadre européenne à Calicut : il est arrivé aux « Indes », la source des épices dont les classes dirigeantes d'Europe sont de gros consommateurs. Vasco de Gama rentre au Portugal en 1499.
Dès 1500, devant les promesses du voyage de Vasco de Gama et malgré les difficultés, le roi du Portugal organise un deuxième convoi vers les Indes et place à sa tête Pedro Cabral.

### La nomination de Cabral comme commandant de la flotte vers les Indes (1500)

En rouge, la route suivie par Cabral du Portugal vers l'Inde en 1500, et la route retour en bleu.

Cabral est nommé commandant en chef (capitão-mor, littéralement « capitaine majeur ») de cette flotte,, le 15 février 1500. 
La Couronne portugaise nommait traditionnellement des nobles aux commandements militaires et maritimes, sans égard pour leur compétence ou leur expérience professionnelles. C'était le cas pour les capitaines des navires placés sous le commandement de Cabral. Cette pratique avait d'évidents inconvénients, car l'autorité pouvait aussi bien être conférée à des personnes hautement incompétentes et mal préparées que conférée à des chefs remarquables tels que Afonso de Albuquerque ou dom João de Castro.
Peu de détails nous sont parvenus sur les critères utilisés pour attribuer cette place à Pedro Cabral. Dans le décret royal de nomination, la seule raison donnée est : « ses mérites et ses services ». Rien de plus sur ses qualifications n'est connu. L'historien William Greenlee pense que le roi Manuel Ier, qui a le même âge que Pedro Cabral, « l'avait certainement bien connu à la Cour ». Cela, ainsi que « la situation de la famille Cabral, sa loyauté inconditionnelle à la Couronne, l'apparence personnelle de Cabral et l'habileté dont il a fait preuve à la cour et au conseil furent des facteurs importants ». À sans doute aussi joué en sa faveur l'influence de deux de ses frères qui siégeaient au conseil du roi. Étant donné les intrigues politiques permanentes à la cour, Cabral a pu aussi appartenir à une faction qui favorisa sa nomination. L'historien Malyn Newitt a soutenu l'hypothèse d'un choix résultant « d'une tentative délibérée d'équilibrer les intérêts de factions rivales de familles nobles, qui n'avaient pas de raison de le recommander et parce qu'il n'avait pas d'expérience connue de commandement d'expédition majeure. »;
Cabral reçoit 10 000 cruzados (pièce de monnaie d'or presque pur (989/1000), apparue en 1457 et pesant alors 3,5 g) et le droit d'acheter 30 tonnes de poivre pour son propre compte et de les rapporter en Europe, pouvant alors les revendre, hors-taxes, à la couronne portugaise. Il est aussi autorisé à importer 10 ballots de n'importe quels autres épices, en franchise de droits. Malgré les risques du voyage, Cabral avait la perspective de devenir un homme riche s'il réussissait à rentrer au Portugal avec sa cargaison. Les épices étaient alors très recherchées en Europe. Le prix du poivre notamment avait pratiquement doublé depuis 1495 à Venise. La possibilité d'acheter à bas prix les épices directement à la source rendait l'expédition profitable.

### Composition de la flotte et de l'état-major
Cabral devient le commandant; des navigateurs plus expérimentés lui sont cependant adjoints pour l'aider sur les questions navales. Les plus fameux étaient Bartolomeu Dias, Diogo Dias et Nicolau Coelho,,. Ils devaient, avec les autres capitaines, commander treize navires,, et 1 500 hommes,,,. Sur ce contingent, 700 étaient des soldats, mais la plupart étaient de simples roturiers sans formation ni expérience au combat.
La flotte a deux divisions. La première est composée de neuf naus (caraques) et deux rondes caravelles, et met le cap sur Calicut dans le but de mettre en place des relations commerciales et une factorerie. La deuxième division, consistant en une nau et une caravelle, met les voiles avec comme destination le port de la province de Sofala au Mozambique. 

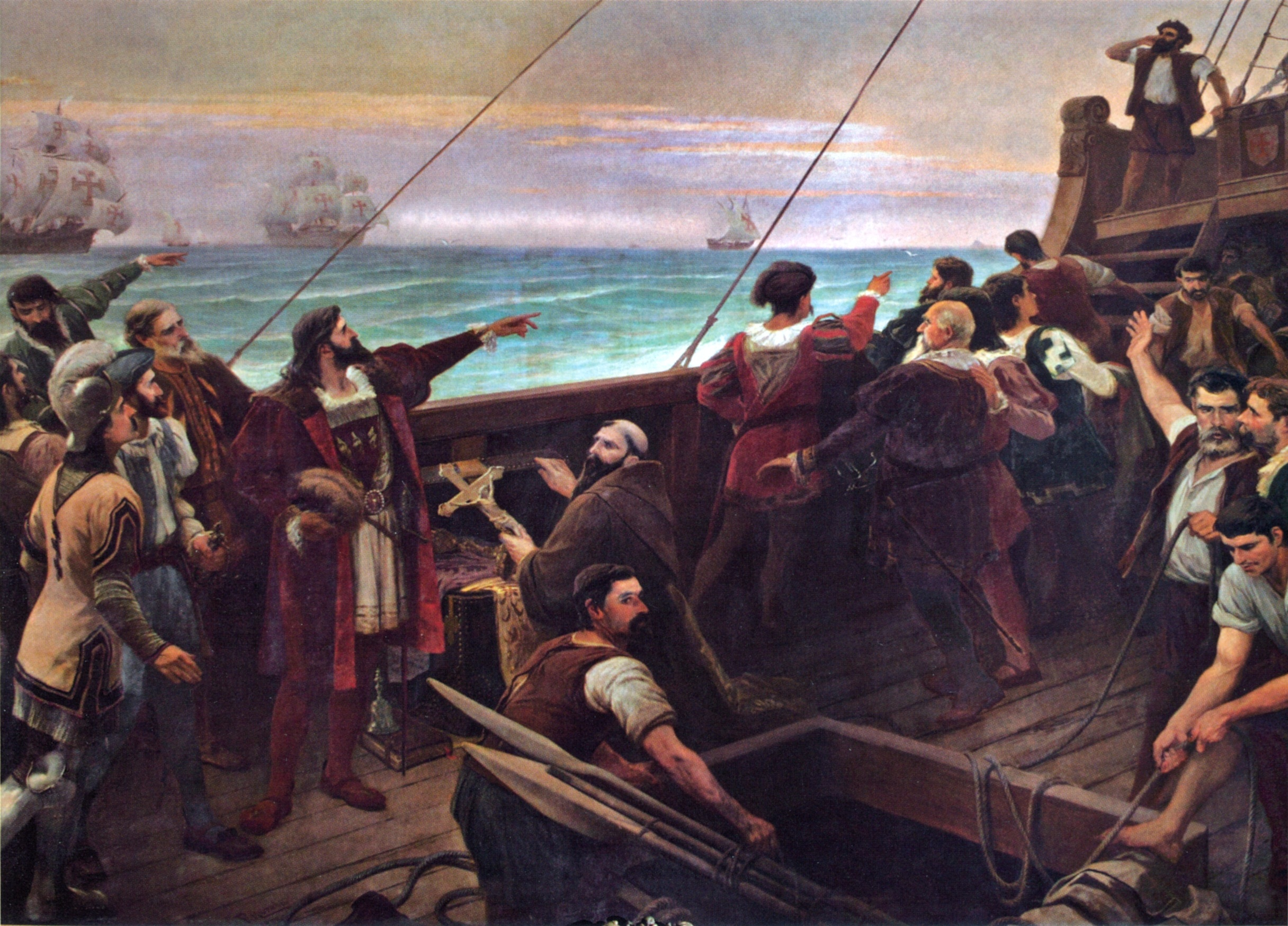
Cabral (au centre-gauche, levant le bras) observe la côte brésilienne pour la première fois le 22 avril 1500.

### Début du voyage: de Lisbonne à l'Équateur

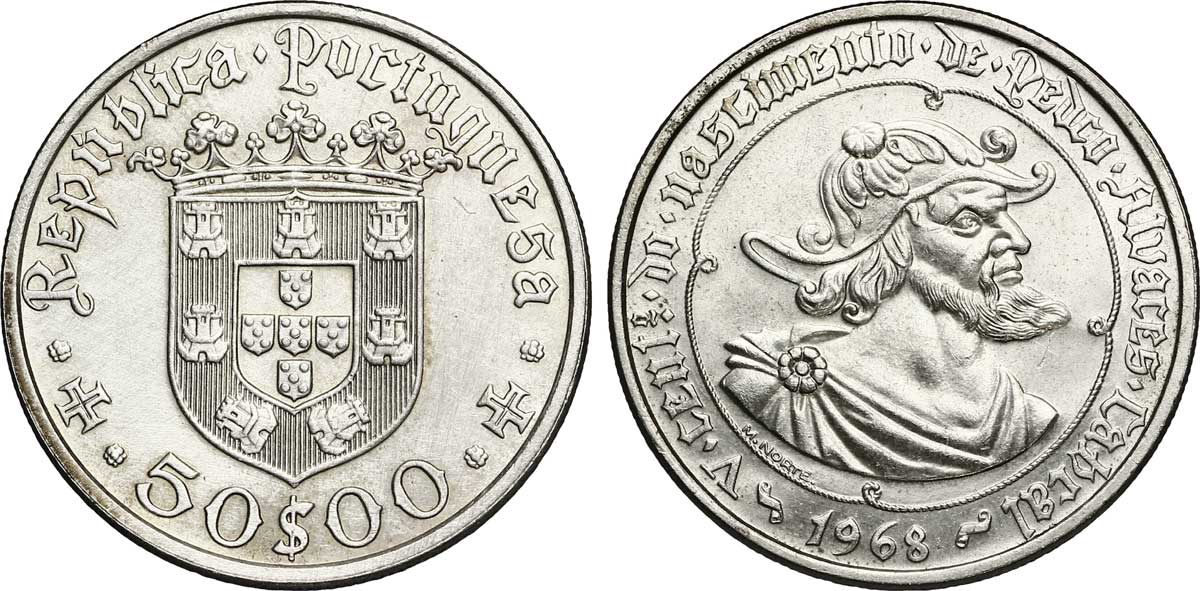
50 escudos célébrant le de la naissance de Pedro Alvares Cabral (1968).

La flotte sous le commandement de Cabral part de Lisbonne le 9 mars 1500 à midi. 
Le 8 ont eu lieu les adieux publics avec une messe et des célébrations suivies par le roi, la Cour et une foule nombreuse,,,,,. 
Au matin du 14 mars, l'escadre contourne la Grande Canarie, la plus importante des îles Canaries,. 
Elle cingle vers Cap-Vert, qu'elle atteint le 22 mars,. Le lendemain, une nau commandée par Vasco de Ataíde avec 150 hommes disparaît sans laisser de traces,,. 
La flotte franchit l'Équateur le 9 avril et se dirige vers l'ouest aussi loin du continent africain qu'il semble possible selon la technique de navigation dite de la volta do mar (littéralement le « tour de la mer »),, comme l'avait fait Vasco de Gama lors de son expédition dans le but d'éviter les vents et les courants contraires.

### Arrivée en territoire inconnu

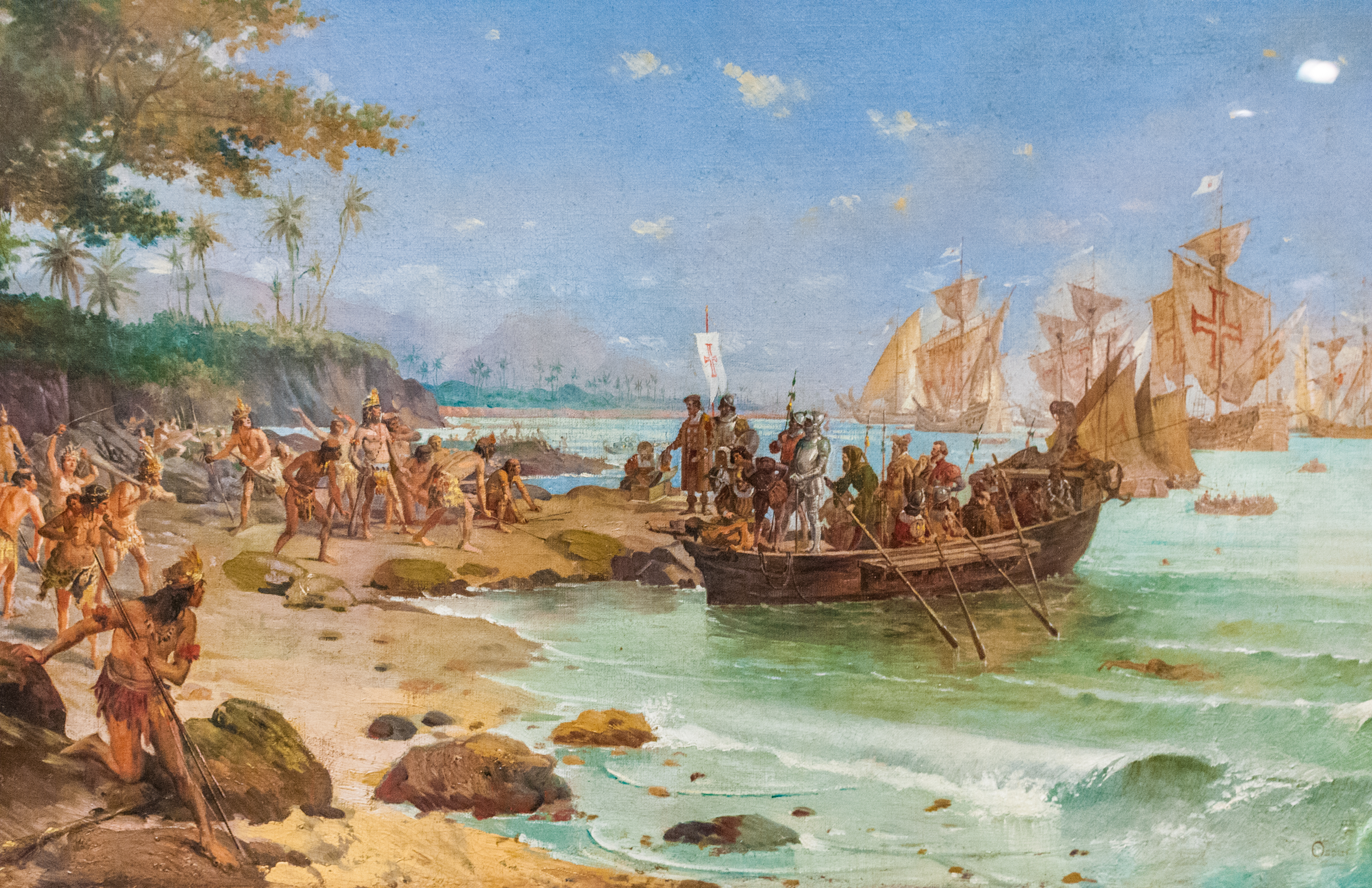
Peinture romantique du premier débarquement de Cabral sur l'. On l'aperçoit sur le rivage, au centre, debout devant le soldat qui déploie une bannière de l'ordre du Christ.

Des algues sont aperçues le 21 avril, ce qui laisse penser aux marins qu'ils approchent d'une côte. Cela se confirme le lendemain après-midi, mercredi 22 avril 1500, quand la flotte mouille près de ce que Cabral baptise le monte Pascoal (« mont de Pâques », car c'était la semaine de Pâques). Cet emplacement est situé au nord-est de ce qui est aujourd'hui le Brésil,,,.

### Contacts avec les indigènes
Les Portugais détectent la présence d'habitants sur le rivage et tous les capitaines se rassemblent sur le navire amiral de Cabral le 23 avril. Cabral ordonne à Nicolau Coelho, un capitaine qui avait l'expérience des voyages en Inde avec Vasco de Gama, de débarquer et de nouer des contacts. Il met pied à terre et échange des cadeaux avec les indigènes. Après le retour de Coelho, Cabral emmène la flotte vers le nord, où après 65 km de navigation, il mouille le 24 avril dans ce que le commandant en chef nomme Porto Seguro (« port sûr »). La place était un port naturel et Afonso Lopes (pilote du navire amiral) embarque deux indigènes à bord pour rencontrer Cabral.

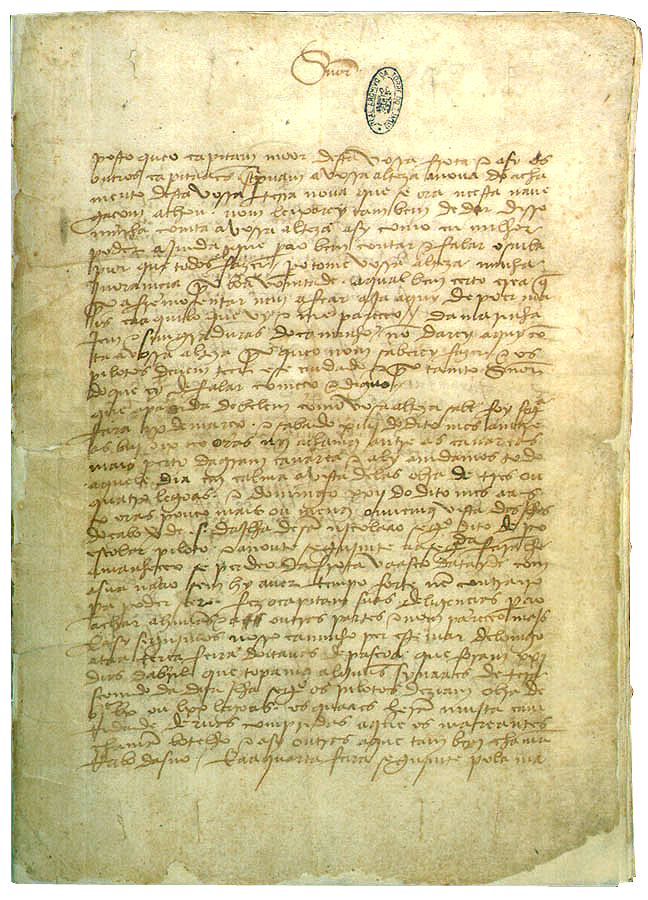
Lettre de Pero Vaz de Caminha à Manuel I^{er} de Portugal.

Comme la fois précédente, la rencontre est amicale et Cabral leur offre des cadeaux. Les habitants étaient des chasseurs cueilleurs, que les Européens appelèrent du nom générique d'« Indiens ». Les hommes cherchaient la nourriture en traquant le gibier, pêchant et cueillant des végétaux, alors que les femmes cultivaient des lopins de terre. Ils étaient divisés en innombrables tribus rivales. Les tribus que Cabral rencontre sont des Tupiniquim. Certains de ces groupes sont nomades et d'autres sédentaires — connaissant le feu mais pas la métallurgie. Quelques tribus de ces régions pratiquent le cannibalisme. Le 26 avril, comme de plus en plus d'indigènes curieux apparaissent, Cabral ordonne à ses hommes de construire un autel où une messe est célébrée.
Les jours suivants sont utilisés pour faire les réserves d'eau, de nourriture, de bois et d'autres provisions. Les Portugais édifient aussi une croix de bois – peut-être haute de sept mètres. 

### Calcul de la longitude
Cabral détermine que ces nouvelles terres sont bien à l'est de la ligne de démarcation entre le Portugal et l'Espagne qui avait été définie par le traité de Tordesillas. Le territoire est bien dans la partie du monde allouée au Portugal. 
Pour solenniser la revendication du Portugal sur cette contrée, la croix est érigée et un second service religieux organisé le 1er mai,. Cabral nomme cette terre découverte Ilha de Vera Cruz (en). Le lendemain, un navire de ravitaillement sous le commandement de Gaspar de Lemos, ou d'André Gonçalves (les sources divergent) retourne au Portugal pour apprendre la nouvelle de la découverte au roi Manuel Ier et lui apporter la fameuse lettre de Pero Vaz de Caminha, le secrétaire de Cabral.

## La suite du voyage (1500-1501)

### Tragédie au large de l'Afrique

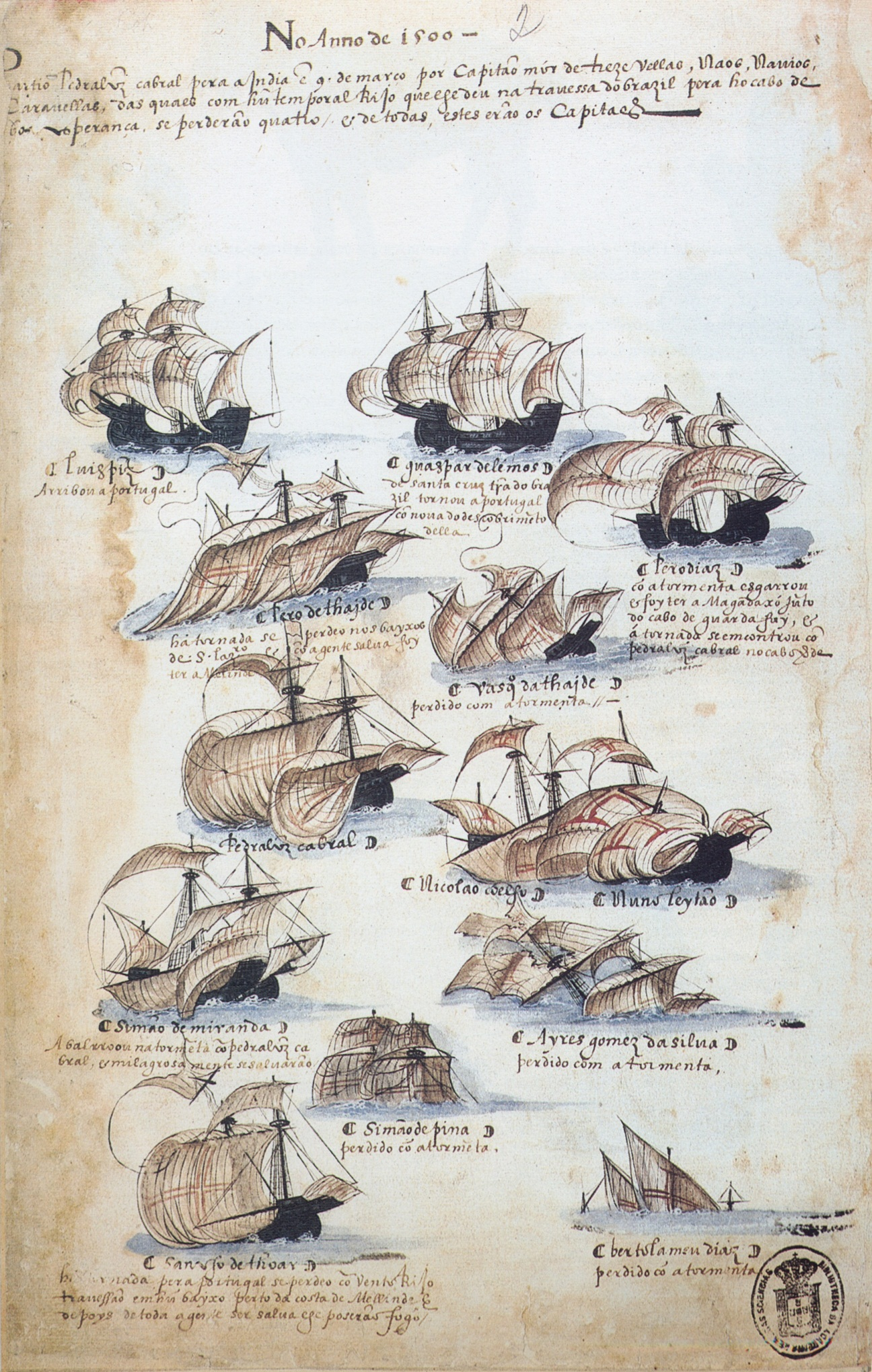
12 des 13 navires de la flotte de Cabral sont reproduits. La plupart furent perdus, comme on peut le voir sur ce dessin extrait de Memória das Armadas, vers 1568.

La flotte reprend la mer soit le 2 soit le 3 mai 1500 et navigue le long des côtes est de l'Amérique du Sud. Cabral est convaincu d'avoir découvert un continent entier, plutôt qu'une île. Autour du 5 mai, la flotte vire de bord vers l'Afrique pour poursuivre sa mission première. Le 23 ou 24 mai, la flotte traverse une tempête dans la zone de haute pression de l'Atlantique Sud, provoquant la perte de quatre bateaux. L'emplacement exact du désastre n'est pas connu – les conjectures vont du cap de Bonne-Espérance, pointe sud du continent africain, à en vue de la côte sud-américaine. Trois naus et une caravelle commandée par Bartolomeu Dias – le premier Européen à atteindre la cap de Bonne-Espérance en 1488 – disparaissent et 380 hommes sont perdus.
Les vaisseaux restants, mis à mal par les conditions climatiques très difficiles et leur gréements endommagés sont séparés. Un navire commandé par Diogo Dias, erre isolé, les six autres ayant pu se regrouper. Ils se rassemblent en deux formations consistant en trois navires chacune, puis naviguent vers l'est, doublant le cap. Suivant la côte, ils remontent vers le nord et accostent quelque part dans l'archipel des Primeiras et Segundas, sur les côtes du Mozambique et au nord de la province de Sofala,. La flotte y séjourne dix jours pour des réparations,. Puis, l'expédition repart vers le nord. Le 26 mai, Quiloa est atteint (Kilwa Kisiwani), où Cabral s'efforce en vain de négocier un traité.
De Kilwa Kisiwani, la flotte part pour Malindi où elle arrive le 2 août. Cabral rencontre le roi, avec qui il noue des relations amicales et échange des présents. Des pilotes sont  recrutés à Malindi pour la dernière partie du voyage vers l'Inde. La terre est atteinte à Anjadip, une île fréquentée par les navires en quête de ravitaillement sur leur route vers Calicut. Les bateaux sont mis au sec, calfatés et repeints. Des arrangements sont planifiés en vue de la rencontre avec le dirigeant de Calicut,,.

### Arrivée à Calicut
La flotte arriva à Calicut le 13 septembre,,. Cabral réussit à négocier avec le Zamorin (titre en portugais du raja de Calicut) et obtient la permission d'établir un comptoir et un entrepôt. Dans l'espoir d'une amélioration continue des relations, Cabral répartit ses hommes dans plusieurs missions militaires à la demande du Zamorin[F]. 
Cependant, le 16 ou 17 décembre, le comptoir est attaqué par surprise par des centaines (ou d'après d'autres récits, des milliers) d'Arabes musulmans et d'hindous. En dépit de la défense désespérée des arbalétriers, plus de 50 Portugais sont tués[G],. Les derniers survivants se replient sur les navires. Pensant que l'attaque résultait de la jalousie de marchands arabes, Cabral attend 24 heures une explication du dirigeant de Calicut, mais aucune excuse ne lui parvient,,.

### Le massacre de décembre 1500
Les Portugais rendus furieux par l'attaque du comptoir et la mort de leurs camarades saisirent dix navires marchands arabes à l'ancre dans le port. Environ 600 des membres d'équipage sont tués et leur cargaison confisquée puis les marchands sont brûlés vifs, avec leurs navires. Cabral ordonne à ses navires de bombarder Calicut pendant une journée entière en représailles de la violation des accords,, persuadé que le Zamorin était de connivence avec les émeutiers.
Le massacre est mis sur le compte de l'animosité envers les musulmans, que les Portugais avaient développée pendant des siècles de lutte contre les Maures dans la péninsule Ibérique et en Afrique du Nord. Plus encore, les Portugais étaient déterminés à dominer le négoce des épices et n'avaient pas l'intention de permettre à la compétition de se renforcer. Les Arabes, à l'inverse, n'avaient aucun désir de permettre aux Portugais de briser leur monopole de l'accès aux épices. Les Portugais avaient commencé par demander à recevoir un traitement préférentiel dans chaque aspect de ce commerce. La lettre du roi Manuel Ier apporté par Cabral au roi de Calicut, qui fut traduite par les interprètes arabes du dirigeant, demandait l'exclusion des commerçants arabes. Les marchands musulmans, croyant qu'ils allaient perdre leur possibilité de négoce et leur fortune, tentèrent de soulever le roi hindou contre les Portugais.

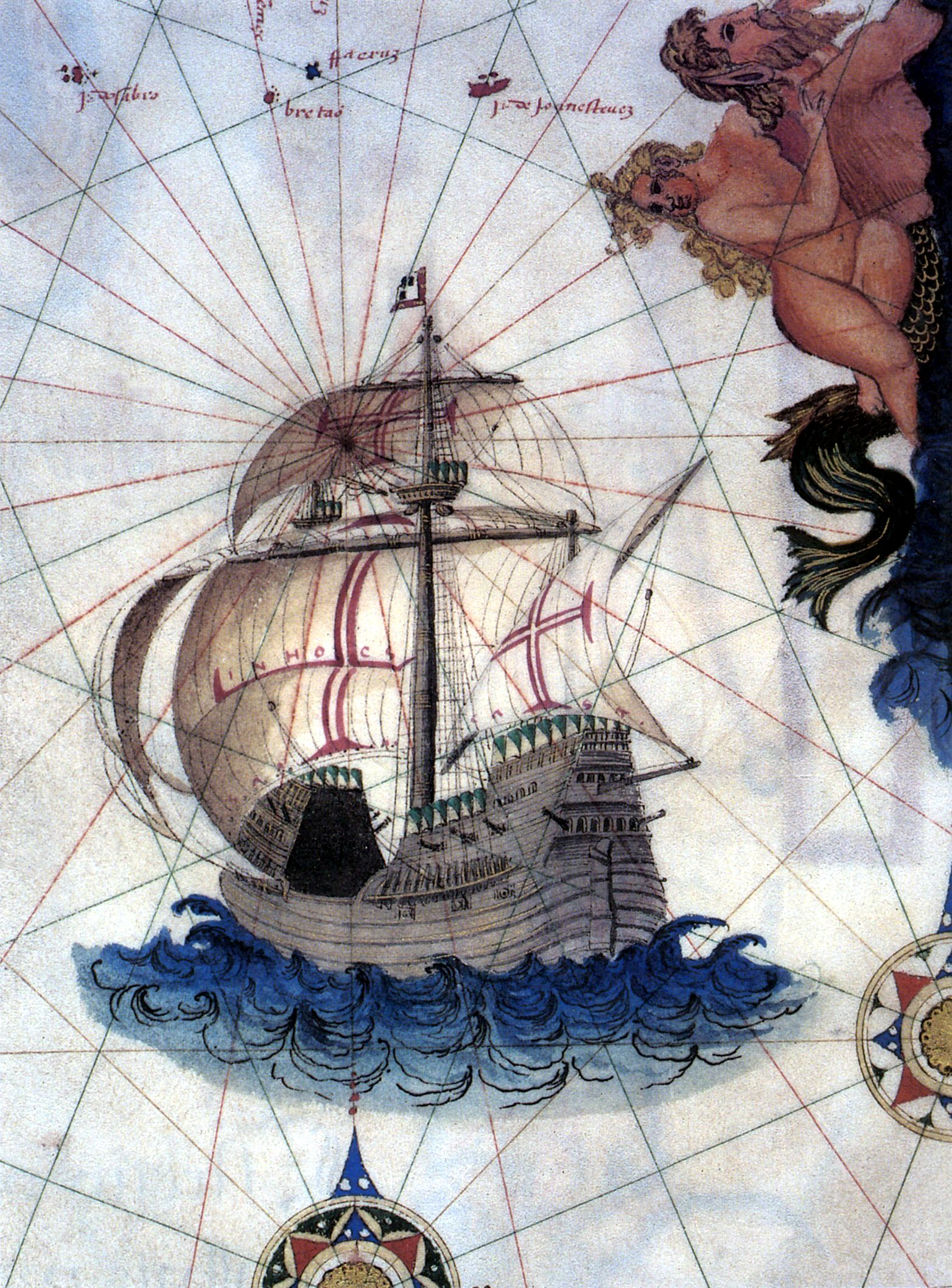
La nau (caraque) était un type de vaisseau qui était plus large qu'une caravelle mais plus étroit que le galion, plus tardif.

L'historien William Greenlee explique que les Portugais avaient compris qu'« ils étaient moins nombreux et que ceux qui viendraient en Inde sur les flottes futures auraient toujours un désavantage numérique ; et donc que la traîtrise devait être punie de telle façon qu'ils seraient craints et respectés. C'était leur artillerie supérieure qui leur permettrait d'atteindre ce but. » De ce fait, ils créent un précédent pour la diplomatie de la canonnière pratiquée dans les siècles suivants.

### Retour au Portugal
Des indications dans les relations de voyages de Vasco da Gama avaient décidé le roi Manuel Ier à informer Cabral de l'existence d'un autre port au sud de Calicut où il pourrait aussi commercer. Cette ville était Cochin (Kochi) que la flotte atteint le 24 décembre. Cochin était formellement vassale de Calicut, et aussi sous la domination d'autres cités indiennes. Cochin souhaitait obtenir son indépendance, et les Portugais étaient prêts à exploiter les mésententes indiennes – comme les Britanniques le feront trois siècles plus tard. Cette tactique finalement permet d'établir l'hégémonie des Portugais sur la région. Cabral négocie une alliance avec les dirigeants de Kochi, comme avec les dirigeants d'autres villes, et est en mesure d'établir un autre comptoir. Enfin, chargée de précieuses épices, la flotte met le cap sur Kannur pour des derniers achats avant d'entreprendre le retour vers le Portugal le 16 janvier 1501,,.
L'expédition se dirige vers la côte orientale de l'Afrique. Un des navires se drosse sur un banc de sable et le vaisseau commence à couler. Comme il n'y a pas de place disponible sur les autres vaisseaux, la cargaison est perdue et Cabral ordonne que la caraque soit incendiée,,. La flotte se dirige ensuite sur l'île de Mozambique (nord-est de Sofala), pour faire des provisions et préparer les bateaux pour le difficile passage du cap de Bonne-Espérance. Une caravelle est envoyée vers Sofala — un des buts de l'expédition. Une seconde caravelle, considérée comme la plus rapide de la flotte et commandée par Nicolau Coelho, est expédiée en avant pour informer le roi du succès du voyage. Un troisième vaisseau, commandé par Pedro de Ataíde (en), reste séparé du reste de la flotte après avoir quitté le Mozambique.
Le 22 mai, la flotte réduite à seulement deux navires double le cap de Bonne-Espérance. Elle touche Beseguiche (aujourd'hui Dakar, situé près du Cap-Vert) le 2 juin. Ils y retrouvènt non seulement la caravelle de Nicolau Coelho mais aussi la nau commandée par Diogo Dias — qui avait été perdue de vue depuis près d'un an à la suite du désastre dans l'Atlantique Sud. La nau avait vécu de nombreuses aventures[H] et était maintenant en mauvais état avec seulement sept hommes en mauvaise condition. Une autre flotte portugaise est aussi à l'ancre à Beseguiche. Lorsque Manuel Ier est informé de la découverte du Brésil, il envoie une autre flotte plus réduite pour l'explorer. L'un de ses navigateurs était Amerigo Vespucci (qui donna son nom à l'Amérique), qui prévint Cabral de son exploration, confirmant qu'il avait mis le pied sur un nouveau continent et pas simplement sur une île.
La caravelle de Nicolau Coelho part en premier de Beseguiche et arrive au Portugal le 23 juin 1501. Cabral reste derrière, attendant le vaisseau manquant de Pedro de Ataíde et celui envoyé à Sofala. Les deux arrivent finalement et tous accostent au Portugal le 21 juillet 1501. Au total, deux navires rentrent vides, cinq pleins et six perdus.
Les marchandises transportées rapportent 800 % de profit à la Couronne portugaise. Une fois la cargaison vendue, les capitaux reçus firent plus que couvrir les coûts d'équipement de la flotte et le coût des vaisseaux perdus.

## Carrière ultérieure de Pedro Cabral
Anciennement à Santarém, une partie de ses ossements se trouve aujourd'hui dans la chapelle de l'église romane aux côtés de ses parents et de ses grands-parents.

## Postérité

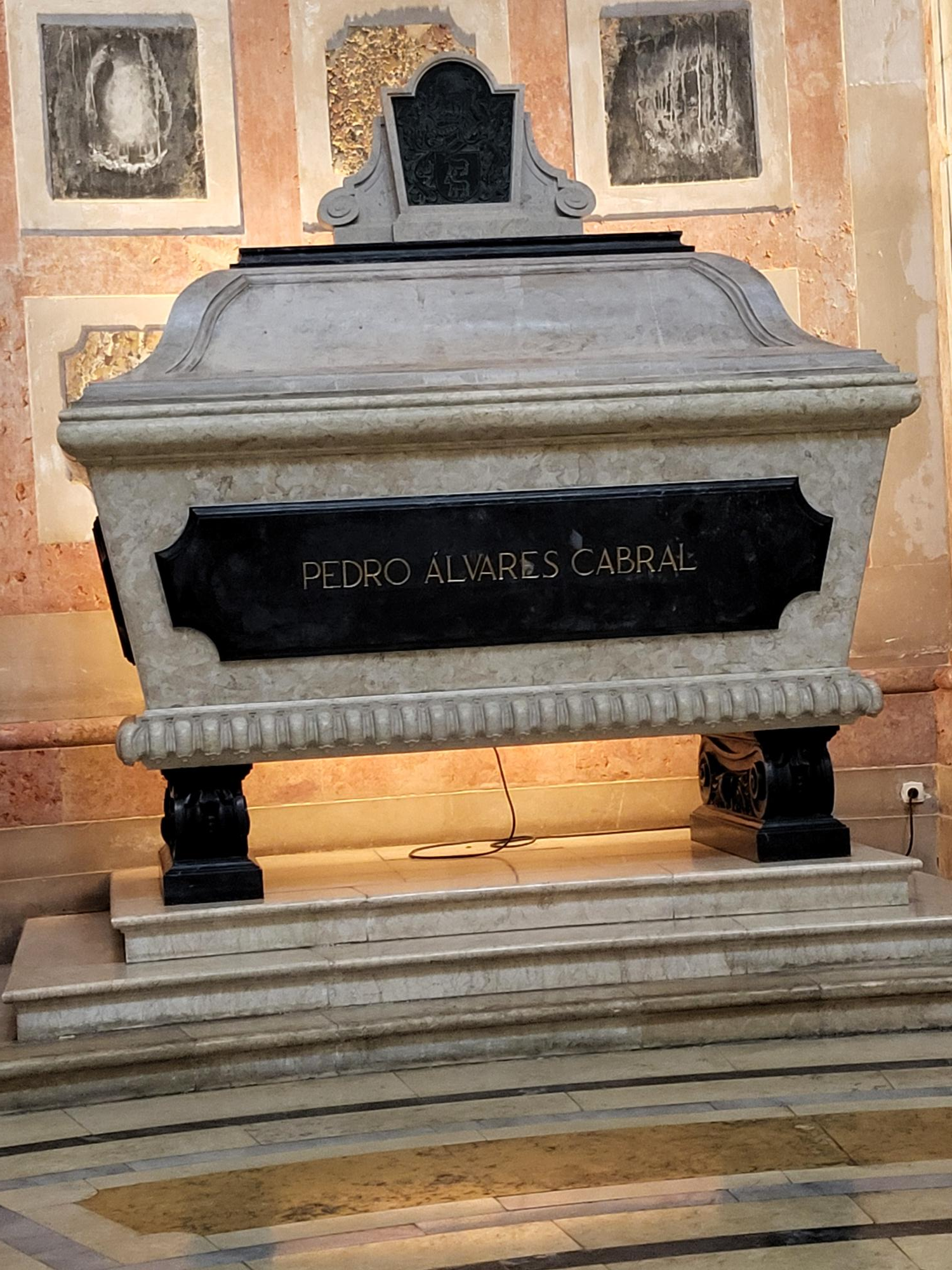
Tombeau de Pedro Alvares Cabral - Panthéon de Lisbonne

« Non impressionné par les pertes incroyables qu'il avait subies précédemment », dit l'historien James Mc Clymont, quand Cabral « au large des côtes africaines, poussa ses hommes à aller de l'avant pour accomplir la tâche qui lui avait été assignée et fut capable d'inspirer aux officiers survivants un grand courage ». « Peu de voyages vers le Brésil et l'Inde furent si bien exécutés que ceux de Cabral », affirma l'historien Bailey Diffie, qui ouvrit la route qui conduirait à l'établissement d'un empire colonial portugais allant de l'Afrique à l'Extrême-Orient, et finalement à l'empire du Brésil.

## Hommages
En 1994, il est représenté avec sa caravelle sur les billets de banque portugais de 1 000 escudos (environ 5 euros).